# نيمانيا سفيتكوفيتش
نيمانيا سفيتكوفيتش (بالصربية: Немања Цветковић)‏ هو لاعب كرة قدم صربي في مركز الوسط، ولد في 8 فبراير 1980 في بلغراد في صربيا. لعب مع النجم الأحمر بلغراد ونادي أوبليتش ونادي تشوكاريتشكي ونادي فولن ونادي فويفودينا ونادي فينترتور ونيمان غرودنو.

## وصلات خارجية
- نيمانيا سفيتكوفيتش على موقع قاعدة بيانات كرة القدم.إي يو (الإنجليزية)
- نيمانيا سفيتكوفيتش على موقع Soccerway.com (الإنجليزية)